# FIA-Performance-Faktor
Der FIA-Performance-Faktor (Pf) ist ein von der FIA eingeführtes System zur Klassifikation von Fahrzeugen bei Bergrennen. Es ergänzt die bisherige Einteilung in Fahrzeugklassen nach Bearbeitungszustand und Hubraum und soll sie ersetzen. Hintergrund war eine Abnahme der teilnehmenden Fahrzeuge in den Gruppen A und N. Der Performance-Faktor beruht auf einer quantitativen Einstufung, für die eine niedrige Zahl eine höhere Leistung ergibt. Bei der Berechnung ist das Fahrzeuggewicht, einschließlich Fahrer und Betriebsstoffen, im Zähler eines Bruchs. Im Nenner sind Werte für
- Hubraum und Motorbauart
- Antriebsstrang
- Aerodynamik
- Überrollkäfig und Karosserie

Die Einzelwerte im Nenner werden miteinander multipliziert. Es sind Einzelbeträge zwischen <1 und mehreren Hundert möglich. Diejenigen <1 erhöhen den Gesamtfaktor, die >1 verringern ihn. Die Werte lassen sich online auf einer FIA-Seite in eine Maske eingeben, indem Gewichte und Maße sowie technische Details eingefügt bzw. angeklickt werden. Am Ende der Eingabe wird auch der Gesamtwert der Performance ausgegeben. Dazu müssen alle Eingabefelder korrekt ausgefüllt sein. Beispielsweise wird aus Hubraum und Bohrung der korrekte Wert für den Kolbenhub automatisch ermittelt. Starken Einfluss auf die Pf-Punkte hat die Bauart der Überrollvorrichtung, wobei ein Einschweiß-Käfig automatisch zur höchsten Gruppe (-> niedrige Klasse) gezählt wird. Im Gegensatz zu Homologationen gilt für Fahrzeuge bestimmter Bauart kein fester Wert, sondern muss individuell ermittelt werden. Das ist auch für nicht oder nicht mehr homologierte Fahrzeuge möglich.
Ein Gesamtwert zwischen 15 und 39 führt zur Einstufung in Performance-Gruppe 1, die leistungsstärkste Gruppe. Die weiteren Werte sind:
- 40–79 Pf-Gruppe 2
- 80–119  " 3
- 120–159 " 4
- über 159  " 5

Im nationalen Bereich können diese Gruppen weiter unterteilt werden, z. B. in 2a, 2b usw. Das Fahrzeug muss bei der FIA registriert werden und erhält eine eindeutige Pf-ID, die 2024 ein zehnstelliger alphanumerischer Code ist. Die Klassifikation gilt in der Europa-Bergmeisterschaft ab 2021 für Kategorie 1 (Produktionswagen) und soll später für Kategorie 2 (Rennwagen) angewendet werden. International ist die Akzeptanz unterschiedlich: Österreich hat das Regelwerk umgesetzt, die Schweiz wartet noch. Es gibt gesonderte Klassements mit beiden Unterteilungssystemen, wie eine gemeinsame Wertung der Bergrennen Osnabrück und St-Ursanne - Les Rangiers.